# Carl Haarmann (Generaldirektor)
Carl Haarmann (* 23. Februar 1865 in Bochum; † 4. Mai 1950 in Langenberg (Rheinland)) war ein deutscher Industriemanager.

## Leben
Haarmann machte 1883 in Bochum Abitur und studierte anschließend Bergbau in Bonn und Berlin. In Bonn war er Mitglied des Corps Rhenania. 1887 wurde er Bergreferendar, 1892 Bergassessor und Hilfsarbeiter bei der Berginspektion Friedrichsthal bei Saarbrücken. 1898 wurde er Berginspektor, 1899 Bergwerksdirektor der Bergwerks-AG Königsborn in Bad Königsborn bei Unna, 1907 Bergwerksdirektor der Zeche Minister Achenbach in Lünen und aller Erzgruben der Firma Gebrüder Stumm in Neunkirchen (Saar). Ab 1917 war er Generaldirektor und Vorstandsmitglied der Stumm´schen Bergverwaltung in Lünen-Brambauer. 1937 trat er in den Ruhestand. Haarmann war außerdem Vorsitzender des Aufsichtsrats der Gesellschaft für Kohlentechnik mbH in Dortmund-Eving.
Als Gemeinderat des Amts Brambauer und Mitglied des Kreistags des Kreises Dortmund-Land war Carl Haarmann auch kommunalpolitisch aktiv.
Die Schächte 3/4 der Zeche Minister Achenbach trugen ab 1935 den Namen „Carl-Haarmann-Schächte“. In Lünen-Brambauer wurde die Karl-Haarmann-Straße nach ihm benannt.